# Potbrood
Le potbrood (« pain en pot ») est un pain fabriqué à l'origine par les colons boers dans le pays qui est aujourd'hui l'Afrique du Sud. Ses ingrédients comprennent de la farine de blé, du sucre blanc, de la levure, de l'huile d'olive, de l'eau et du sel. Le potbrood était traditionnellement cuit dans une marmite en fonte, également connue sous le nom de four hollandais, au sein d'une fosse creusée dans le sol et tapissée de charbons ardents. Le potbrood est souvent préparé sur un braai (barbecue) en plaçant du charbon de bois ou des charbons de bois autour d'une marmite.